# Hatsune Miku
Hatsune Miku (japanski: 初音ミク) fiktivni je ženski lik kreiran za tvrtku Crypton Future Media 2007. godine kao maskota za program sintetiziranja glasa Vocaloid 2. Uzorak glasa uzet je od japanske glasovne glumice Saki Fujita. Ime je nastalo spajanjem japanskih znakova za 'prvi' (初, hatsu), 'zvuk' (音, ne) i 'budućnost' (ミク, miku). Hatsune Miku ubrzo postaje prvom sintetskom pop-ikonom i nastupa na koncertima kao projekcija.

## Vanjske poveznice
- Službena stranica programa (japanski)
- Službeni Hatsune Miku profil (japanski)